# Nepaloserica telbrungensis
Nepaloserica telbrungensis är en skalbaggsart som beskrevs av Ahrens 1999. Nepaloserica telbrungensis ingår i släktet Nepaloserica och familjen Melolonthidae. Inga underarter finns listade i Catalogue of Life.